# GLSDB
GLSDB(Ground Launched Small Diameter Bomb)는 GBU-39 소직경 폭탄(SDB)과 M26 로켓 모터를 결합한 미사일이다.

## 역사
보잉이 스웨덴의 항공방위산업체 사브(Saab)와 공동으로 2019년부터 개발해왔다.
GLSDB는 위성위치체계(GPS)에 의해 유도되고 전자적 방해를 일부 극복할 수 있으며 모든 기상조건에서 사용이 가능하다.
개당 가격이 4만 달러 정도로 비교적 풍부하고 저렴한 M26 로켓 추진체를 비롯해 주요 부품을 쉽게 사용할 수 있다.
직경이 3피트(약 91㎝)에 불과한 작은 목표물도 타격할 수 있다. 사거리는 150㎞이다.
다연장 로켓 M270 MLRS이 M26 로켓 추진체를 사용한다.

## M26 로켓

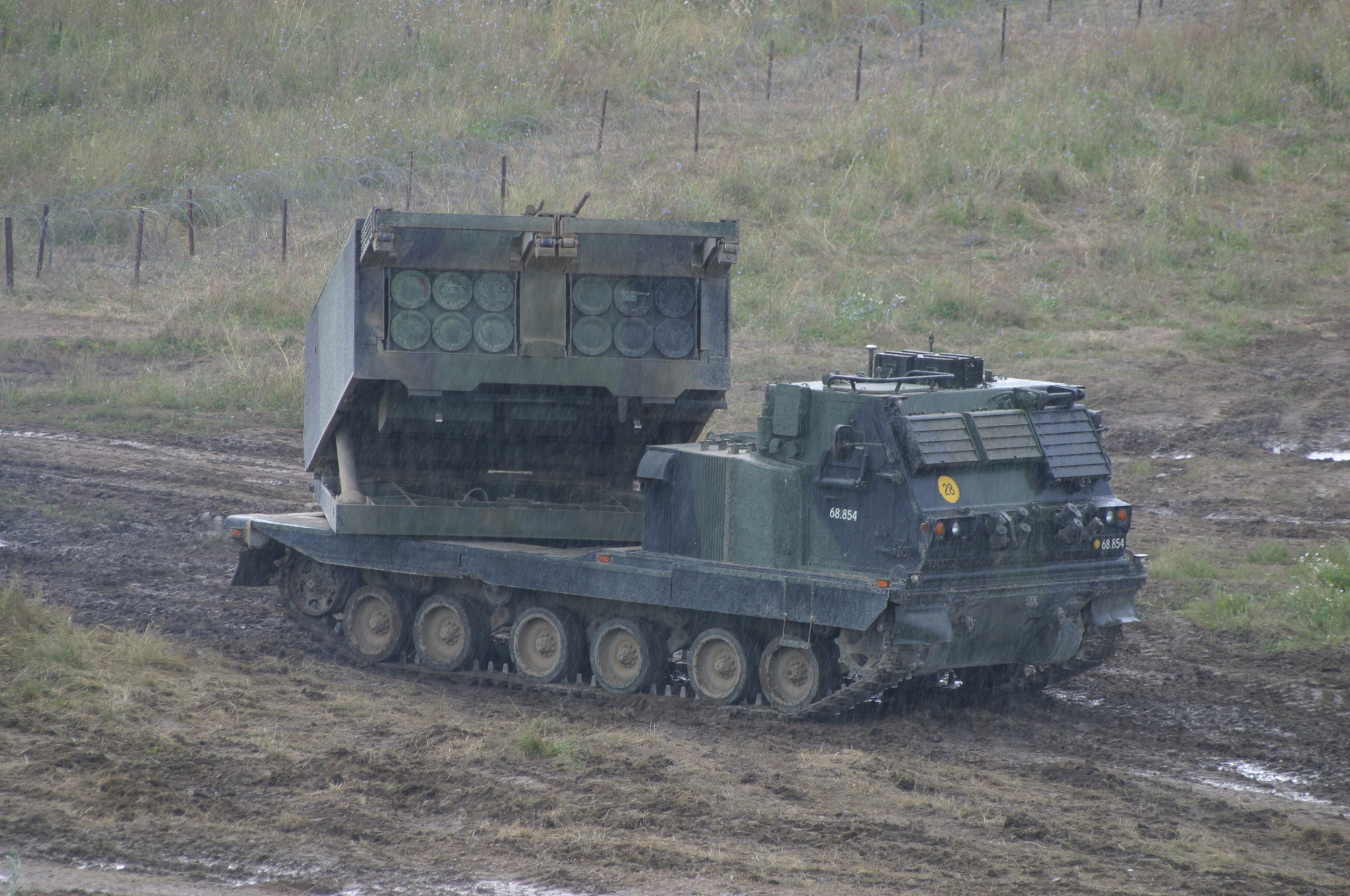
M270 MLRS

M26로켓탄은 1980년부터 2001년까지 총 50만6718발이 양산됐다. M26로켓탄은 2003년 이라크 자유 작전에서 마지막으로 사용된 후 퇴역했다. M26로케탄은 자탄 644개를 내장하며 사거리는 15~32km였다.
기본적으로 MLRS는 600여 발의 자탄으로 가득 채워진 227mm M26 로켓탄 12발을 장전한다. 로켓탄 한 발은 155mm 자주포 18문 즉 한 개 대대가 동시에 사격하는 것과 대등한 위력을 갖고 있다.
MLRS는 1991년 걸프전에서 미국이 230대, 영국이 16대를 파병해 최초로 운용됐다. 이라크군이 공포에 떨며 이를 '강철 비(Steel Rain)'라고 부른 후 '강철비'라는 별칭이 붙었다.
주한미군이 보유 중인 M270 MLRS가 가장 많이 사용하는 탄두는 M26 로켓탄이다. 이 로켓탄의 직경은 227㎜이며 길이는 3.94m, 중량은 308㎏이다. 사거리가 최대 45㎞이며 최고속도는 마하 3.5다.
M26 탄두에는 수류탄보다 폭발력이 큰 644개의 M77 자폭탄이 수납돼 있다. 목표지점 상공에서 탄두부가 분해되면서 살포되는 것으로 전해졌다. 그 위력으로 한 차례의 MLRS 공격으로 축구장 3배 면적을 초토화할 수 있다. 발사차량 가격은 88억원, 227㎜ 로켓탄 한 발의 가격은 4000만원 정도로 알려졌다.

## GBU-39 SDB

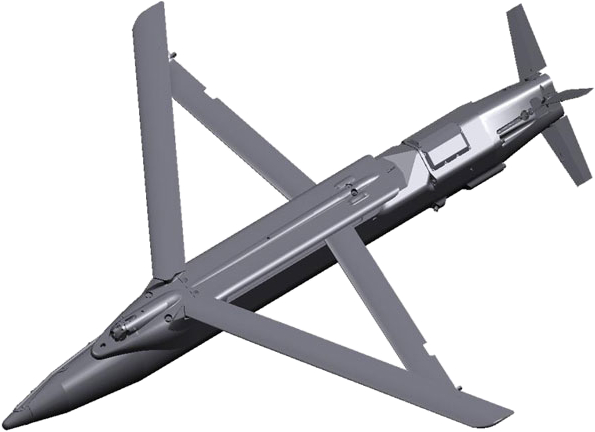
GBU-39 SDB

GBU-39 SDB는 부수 피해를 최소화하기 위해 개발된 250파운드급(113kg) 정밀유도폭탄이다. 관통·폭발파편형 탄두중량은 93kg이며 약 1m 두께의 강화콘크리트 관통력을 갖고 있다. 사거리는 약 111km 이상이다. 길이 1.8m,지름 19cm다. 미국과 네덜란드, 핀란드, 이스라엘, 사우디아라비아가 도입했다.
GBU-39는 한 발의 가격이 약 4만 달러(5400만 원) 수준이다.

## 우크라이나
미국은 우크라이나에 GLSDB를 공급했다.
이 제안은 보잉사가 한 것으로, 이미 GBU-39 및 GMLRS용 M26 로켓추진체 재고가 충분해 1발당 4만~5만 달러 정도의 비용으로 6개월 이내에 GLSDB를 확보할 수 있다.
GLSDB는 개당 가격이 4만 달러 정도로 고속기동로켓포병체계(HIMARS)의 로켓탄(11만 달러)에 비하면 저렴하다.
하이마스의 주력탄 M30/31 유도 로켓탄이 개당 15만 달러인데, GLSDB는 4만 달러로, 기존의 1/4 수준으로 저렴하다.

## 같이 보기
- M142 HIMARS